# E-Prix di New York 2018
L'E-Prix di New York 2018 è stato l'ultimo appuntamento, suddiviso in due gare, della quarta stagione del campionato di Formula E, destinato ai soli veicoli elettrici. La gara 1 è stata vinta da Lucas Di Grassi, su Audi Sport ABT e la gara 2 ha visto prevalere Jean-Éric Vergne, su Techeetah.

## Prima dell'evento

### Gara 1
- Il layout del circuito viene modificato rispetto all'anno precedente. In sostituzione del tornante tra i due rettilinei principali viene aggiunta una sezione di 4 curve. Viene inoltre modificato il passaggio tra curva 2 e 3 (8 e 9 nel vecchio layout).[1]
- Edoardo Mortara, impegnato nel DTM, viene sostituito da Tom Dillmann per le ultime due gare della stagione.[2]

### Gara 2
- Oliver Turvey viene sostituito da Ma Qinghua per l'ultima gara della stagione dopo l'infortunio dell'inglese durante le prove di Gara 1.[3]

## Risultati

### Gara 1

#### Qualifiche
Oliver Turvey non prende parte alla qualifica e alla successiva gara dopo essere stato protagonista di un incidente durante le prove libere 2 ed aver subito un infortunio al polso.
Dopo aver fatto segnare i migliori tempi i due piloti della Techeetah, Jean-Éric Vergne e André Lotterer, sono stati squalificati per aver raggiunto la massima potenza troppo presto durante la sessione di qualifica.
| Pos.                        | N. | Pilota                 | Squadra                 | Qualifica | Gap     | SuperPole | Gap    | Griglia |
| --------------------------- | -- | ---------------------- | ----------------------- | --------- | ------- | --------- | ------ | ------- |
| 1                           | 9  | Sébastien Buemi        | Renault-e.dams          | 1:14.178  | +0.197  | 1.13.911  | —      | 1       |
| 2                           | 20 | Mitch Evans            | Panasonic Jaguar Racing | 1:14.050  | +0.069  | 1:14.465  | +0.554 | 2       |
| 3                           | 8  | Nicolas Prost          | Renault-e.dams          | 1:14.198  | +0.217  | 1:14.921  | +1.010 | 3       |
| 4                           | 7  | Jérôme d'Ambrosio      | Dragon Racing           | 1:14.121  | +0.140  | 1:15.391  | +1.480 | 4       |
| 5                           | 66 | Daniel Abt             | Audi Sport ABT          | 1:13.981  | —       | 1:16.579  | +2.668 | 5       |
| 6                           | 3  | Nelson Piquet Jr.      | Panasonic Jaguar Racing | 1:14.203  | +0.222  |           |        | 6       |
| 7                           | 6  | José María López       | Dragon Racing           | 1:14.244  | +0.263  |           |        | 7       |
| 8                           | 5  | Maro Engel             | Venturi Grand Prix      | 1:14.292  | +0.311  |           |        | 8       |
| 9                           | 4  | Tom Dillmann           | Venturi Grand Prix      | 1:14.304  | +0.323  |           |        | 9       |
| 10                          | 23 | Nick Heidfeld          | Mahindra Racing         | 1:14.322  | +0.341  |           |        | 10      |
| 11                          | 1  | Lucas Di Grassi        | Audi Sport ABT          | 1:14.325  | +0.344  |           |        | 11      |
| 12                          | 28 | António Félix da Costa | MS&AD Andretti          | 1:14.382  | +0.401  |           |        | 12      |
| 13                          | 36 | Alex Lynn              | DS Virgin Racing        | 1:14.473  | +0.492  |           |        | 13      |
| 14                          | 2  | Sam Bird               | DS Virgin Racing        | 1:14.484  | +0.503  |           |        | 14      |
| 15                          | 68 | Luca Filippi           | NIO Formula E Team      | 1:14.523  | +0.542  |           |        | 15      |
| 16                          | 19 | Felix Rosenqvist       | Mahindra Racing         | 1:14.825  | +0.844  |           |        | 16      |
| Tempo limite 110%: 1:21.379 |    |                        |                         |           |         |           |        |         |
| —                           | 27 | Stéphane Sarrazin      | MS&AD Andretti          | 1:26.036  | +12.055 |           |        | 17      |
| —                           | 18 | André Lotterer         | Techeetah               | SQ        |         |           |        | 18      |
| —                           | 25 | Jean-Éric Vergne       | Techeetah               | SQ        |         |           |        | 19      |
| —                           | 16 | Oliver Turvey          | NIO Formula E Team      | INF       |         |           |        | —       |

#### Gara
La gara si conclude con due giri di anticipo per aver raggiunto il limite massimo di tempo.
Jean-Éric Vergne si laurea campione del 2017-2018 con una gara di anticipo.
| Pos. | N. | Pilota                 | Squadra                 | Giri | Tempo/Ritiro       | Griglia | Punti |
| ---- | -- | ---------------------- | ----------------------- | ---- | ------------------ | ------- | ----- |
| 1    | 1  | Lucas Di Grassi        | Audi Sport ABT          | 43   |                    | 11      | 25    |
| 2    | 66 | Daniel Abt             | Audi Sport ABT          | 43   | +0.965             | 13      | 19    |
| 3    | 9  | Sébastien Buemi        | Renault-e.Dams          | 43   | +2.583             | 1       | 18    |
| 4    | 4  | Tom Dillmann           | Venturi                 | 39   | +4.090             | 9       | 12    |
| 5    | 25 | Jean-Éric Vergne       | Techeetah               | 43   | +4.679             | 19      | 10    |
| 6    | 23 | Nick Heidfeld          | Mahindra Racing         | 43   | +5.142             | 10      | 8     |
| 7    | 18 | André Lotterer         | Techeetah               | 43   | +5.810             | 18      | 6     |
| 8    | 5  | Maro Engel             | Venturi                 | 43   | +6.312             | 8       | 4     |
| 9    | 2  | Sam Bird               | DS Virgin Racing        | 43   | +6.833             | 14      | 2     |
| 10   | 8  | Nicolas Prost          | Renault-e.Dams          | 43   | +8.389             | 3       | 1     |
| 11   | 28 | António Félix da Costa | MS&AD Andretti          | 43   | +9.114             | 12      |       |
| 12   | 27 | Stéphane Sarrazin      | MS&AD Andretti          | 43   | +12.242            | 17      |       |
| 13   | 7  | Jérôme d'Ambrosio      | Dragon Racing           | 43   | +13.805            | 4       |       |
| 14   | 19 | Felix Rosenqvist       | Mahindra Racing         | 43   | +35.452            | 16      |       |
| 15   | 68 | Luca Filippi           | NIO Formula E Team      | 42   | +1 giro            | 15      |       |
| Rit  | 36 | Alex Lynn              | DS Virgin Racing        | 33   | Incidente          | 15      |       |
| Rit  | 6  | José María López       | Dragon Racing           | 30   | Ritirato           | 7       |       |
| Rit  | 3  | Nelson Piquet Jr.      | Panasonic Jaguar Racing | 30   | Perdita di potenza | 6       |       |
| Rit  | 20 | Mitch Evans            | Panasonic Jaguar Racing | 0    | Cambio             | 2       |       |
| NP   | 16 | Oliver Turvey          | NIO Formula E Team      | —    | Infortunio         | —       |       |

### Gara 2

#### Qualifiche
António Félix da Costa non prende parte alle qualifiche per problemi al cambio.
Lucas Di Grassi è protagonista di un incidente durante il suo tentativo di SuperPole e per questo abortisce il giro.
| Pos.                        | N. | Pilota                 | Squadra                 | Qualifica   | Gap    | SuperPole   | Gap    | Griglia |
| --------------------------- | -- | ---------------------- | ----------------------- | ----------- | ------ | ----------- | ------ | ------- |
| 1                           | 9  | Sébastien Buemi        | Renault-e.dams          | 1:18.139    | +0.272 | 1:17.973    | -      | 1       |
| 2                           | 18 | André Lotterer         | Techeetah               | 1:18.315    | +0.448 | 1:18.013    | +0.040 | 2       |
| 3                           | 25 | Jean-Éric Vergne       | Techeetah               | 1:18.571    | +0.704 | 1:18.031    | +0.058 | 3       |
| 4                           | 66 | Daniel Abt             | Audi Sport ABT          | 1:18.432    | +0.565 | 1:18.145    | +0.172 | 4       |
| 5                           | 1  | Lucas Di Grassi        | Audi Sport ABT          | 1:17.867    | —      | Senza Tempo | —      | 5       |
| 6                           | 20 | Mitch Evans            | Panasonic Jaguar Racing | 1:18.580    | +0.713 |             |        | 6       |
| 7                           | 3  | Nelson Piquet Jr.      | Panasonic Jaguar Racing | 1:18.704    | +0.837 |             |        | 7       |
| 8                           | 2  | Sam Bird               | DS Virgin Racing        | 1:18.794    | +0.927 |             |        | 8       |
| 9                           | 19 | Felix Rosenqvist       | Mahindra Racing         | 1:18.828    | +0.961 |             |        | 9       |
| 10                          | 27 | Stéphane Sarrazin      | MS&AD Andretti          | 1:19.017    | +1.150 |             |        | 10      |
| 11                          | 6  | José María López       | Dragon Racing           | 1:19.114    | +1.247 |             |        | 11      |
| 12                          | 7  | Jérôme d'Ambrosio      | Dragon Racing           | 1:19.124    | +1.257 |             |        | 12      |
| 13                          | 23 | Nick Heidfeld          | Mahindra Racing         | 1:19.168    | +1.301 |             |        | 13      |
| 14                          | 4  | Tom Dillmann           | Venturi Grand Prix      | 1:19.365    | +1.498 |             |        | 14      |
| 15                          | 68 | Luca Filippi           | NIO Formula E Team      | 1:19.454    | +1.587 |             |        | 15      |
| 16                          | 8  | Nicolas Prost          | Renault-e.dams          | 1:19.529    | +1.662 |             |        | 16      |
| 17                          | 5  | Maro Engel             | Venturi Grand Prix      | 1:19.540    | +1.673 |             |        | 17      |
| 18                          | 36 | Alex Lynn              | DS Virgin Racing        | 1:19.658    | +1.791 |             |        | 18      |
| Tempo limite 107%: 1:23.609 |    |                        |                         |             |        |             |        |         |
| —                           | 16 | Ma Qinghua             | NIO Formula E Team      | 1:26.086    | +8.219 |             |        | 19      |
| —                           | 28 | António Félix da Costa | MS&AD Andretti          | Senza Tempo | —      |             |        | 20      |

#### Gara
La scuderia Audi Sport ABT si laurea campione costruttori 2017-2018 superando nell'ultima gara la Techeetah di soli 2 punti.
| Pos. | N. | Pilota                 | Squadra                 | Giri | Tempo/Ritiro | Griglia | Punti |
| ---- | -- | ---------------------- | ----------------------- | ---- | ------------ | ------- | ----- |
| 1    | 25 | Jean-Éric Vergne       | Techeetah               | 43   |              | 3       | 25    |
| 2    | 1  | Lucas Di Grassi        | Audi Sport ABT          | 43   | +0.508       | 5       | 18    |
| 3    | 66 | Daniel Abt             | Audi Sport ABT          | 43   | +1.287       | 4       | 16    |
| 4    | 9  | Sébastien Buemi        | Renault-e.Dams          | 43   | +1.780       | 1       | 15    |
| 5    | 19 | Felix Rosenqvist       | Mahindra Racing         | 43   | +12.146      | 9       | 10    |
| 6    | 20 | Mitch Evans            | Panasonic Jaguar Racing | 43   | +20.050      | 6       | 8     |
| 7    | 3  | Nelson Piquet Jr.      | Panasonic Jaguar Racing | 43   | +20.592      | 7       | 6     |
| 8    | 23 | Nick Heidfeld          | Mahindra Racing         | 43   | +24.275      | 13      | 4     |
| 9    | 18 | André Lotterer         | Techeetah               | 43   | +28.821      | 2       | 2     |
| 10   | 2  | Sam Bird               | DS Virgin Racing        | 43   | +32.810      | 8       | 1     |
| 11   | 8  | Nicolas Prost          | Renault-e.Dams          | 43   | +34.100      | 16      |       |
| 12   | 27 | Stéphane Sarrazin      | MS&AD Andretti          | 43   | +34.594      | 10      |       |
| 13   | 16 | Ma Qinghua             | NIO Formula E Team      | 42   | +1 giro      | 19      |       |
| 14   | 36 | Alex Lynn              | DS Virgin Racing        | 42   | +1 giro      | 18      |       |
| 15   | 28 | António Félix da Costa | MS&AD Andretti          | 40   | Ritirato     | 20      |       |
| Rit  | 5  | Maro Engel             | Venturi Grand Prix      | 15   | Ritirato     | 17      |       |
| Rit  | 68 | Luca Filippi           | NIO Formula E Team      | 7    | Incidente    | 15      |       |
| Rit  | 7  | Jérôme d'Ambrosio      | Dragon Racing           | 6    | Incidente    | 12      |       |
| Rit  | 6  | José María López       | Dragon Racing           | 5    | Sospensione  | 11      |       |
| Rit  | 4  | Tom Dillmann           | Venturi Grand Prix      | 4    | Ritirato     | 14      |       |

## Classifiche
Classifica Piloti
| +/– | Pos | Pilota           | Punti     |
| --- | --- | ---------------- | --------- |
|     | 1   | Jean-Éric Vergne | 198       |
| 1   | 2   | Lucas Di Grassi  | 144 (–54) |
| 1   | 3   | Sam Bird         | 143 (–55) |
|     | 4   | Sébastien Buemi  | 125 (–73) |
| 1   | 5   | Daniel Abt       | 120 (–78) |

Classifica Squadre
| +/– | Pos | Squadra          | Punti      |
| --- | --- | ---------------- | ---------- |
| 1   | 1   | Audi Sport ABT   | 264        |
| 1   | 2   | Techeetah        | 262 (–2)   |
|     | 3   | DS Virgin Racing | 160 (–104) |
|     | 4   | Mahindra         | 138 (–126) |
| 1   | 5   | Renault-e.dams   | 133 (–131) |

## Altre gare
- E-Prix di New York 2017
- E-Prix di Zurigo 2018
- E-Prix di Dirʿiyya 2018